# Carl Gustav Jung
Carl Gustav Jung (n. 26 iulie 1875, Kesswil, cantonul Thurgau, Elveția – d. 6 iunie 1961, Küsnacht, cantonul Zürich, Elveția) a fost medic, psiholog și psihiatru elvețian, fondatorul psihologiei analitice.

## Biografie
A făcut studii de medicină generală și psihiatrie la Basel, a fost profesor la Facultatea de Medicină din Zürich și medic-șef la clinica psihiatrică universitară Burgholzli. Este cu precădere interesat de psihoterapia clinică și, concomitent, de cercetarea experimentală și teoretică. Între 1907 și 1912 colaborează intens cu Freud, acesta având o influență decisivă asupra lui Jung. Este atras în special de cercetările acestuia legate de isterie și de vise. Ruptura cu Freud este marcată de apariția lucrării Wandlungen und Symbole der Libido (1912), în care Jung încearcă o lărgire a orizontului de interpretare freudian și o implicită critică a acestuia. Această ruptură îl va duce la elaborarea unui sistem propriu de interpretare psihanalitică, axat pe reintroducerea culturii ca dimensiune fundamentală a omului și pe un ansamblu de concepte noi, deduse din experiența clinică.
Între 1921 și 1938 întreprinde călătorii de studii în Africa de nord, în lumea arabă, la indienii pueblo din Arizona și India.
În 1935 este ales președinte al „Societății elvețiene pentru psihologie și domeniile conexe“.
În 1944 se creează la Basel catedra de „psihologie medicală“ al cărei titular este Jung. În 1948, la Zürich, se înființează institutul Carl Gustav Jung, iar in 1958 „Societatea internațională de psihologie analitică“, având drept temă teoriile jungiene. Își petrece ultimii ani de viață la Bollingen, lângă Zürich, unde își redactează memoriile. La câteva luni după moartea lui apare Erinnerungen, Träume, Gedanken (Amintiri, vise, reflecții) consemnate și editate de Aniela Jaffe.
Potrivit lui Jane Gilmer, „Jung și Steiner erau amândoi versați în gnoza antică și amândoi au proiectat o schimbare paradigmatică în modul în care trebuie transmisă”.

## Scrieri
- Über die Psychologie der Dementia praecox (1907)
- Wandlungen und Symbole der Libido (1912)
- Psychologische Typen (1921)
- Die Beziehungen zwischen dem Ich und dem Unbewusten (1928)
- Psychologie und Religion (1940)
- Über die Psychologie des Unbewusten (1943)
- Psychologie und Alchemie (1944)
- Die Psychologie der Übertragung (1946)
- Antwort auf Hiob (1952)
- Synchronizitat als ein Prinzip akausaler Zusammenhänge (1952)
- Ein moderner Mythus (1957)
- Cartea roșie, scrisă între 1914 și 1930 și publicată în 2009 [19]

## Ediții românești ale cărților lui C. G. Jung
- Tipuri psihologice, Editura Humanitas, traducere de Viorica Nișcov, București, 1997
- Amintiri, vise, reflecții, Editura Humanitas, traducere de Daniela Ștefănescu, București, 1996/2001/2004
- Opere complete vol. 12, Psihologie și alchimie, Editura Teora, 1998.
- Imaginea omului și imaginea lui Dumnezeu, Editura Teora, București, 1997

## Seria de opere complete de la editura Trei
- Opere complete. Vol. 1, Arhetipurile și inconștientul colectiv, Editura Trei, traducere de Dana Verescu și Vasile Dem Zamfirescu, București, 2003
- Opere complete. Vol. 2, Psihologia fenomenelor oculte, Editura Trei, traducere de Dana Verescu și Vasile Dem Zamfirescu, București, 2004
- Opere complete. Vol. 3, Psihogeneza bolilor spiritului, Editura Trei, traducere de Dana Verescu, București, 2005
- Opere complete. Vol. 4, Freud și psihanaliza, Editura Trei, traducere de Daniela Ștefănescu, București, 2008
- Opere complete. Vol. 5, Simboluri ale transformării, Editura Trei, traducere de Daniela Ștefănescu, București, 2003
- Opere complete. Vol. 6, Tipuri psihologice, Editura Trei, traducere de Viorica Nișcov, București, 2004
- Opere complete. Vol. 7, Douǎ scrieri despre psihologia analiticǎ, Editura Trei, traducere de Viorica Nișcov, București, 2007
- Opere complete. Vol. 8, Dinamica inconștientului, Editura Trei, traducere de Viorica Nișcov, București, 2011
- Opere complete. Vol. 9/1, Arhetipurile și inconștientul colectiv, Editura Trei, traducere de Daniela Ștefănescu și Vasile Dem. Zamfirescu, București, 2003
- Opere complete. Vol. 9/2, Aion. Contribuții la simbolistica Sinelui, Editura Trei, traducere de Daniela Ștefănescu, București, 2005
- Opere complete. Vol. 10, Civilizația în tranziție, Editura Trei, traducere de Adela Motoc și Christina Ștefănescu, București, 2003
- Opere complete. Vol. 11, Psihologia religiei vestice și estice, Editura Trei, traducere de Viorica Nișcov, București, 2010
- Opere complete. Vol. 12, Psihologie și alchimie, Editura Trei, traducere de Viorica Nișcov, București, 2003
- Opere complete. Vol. 13, Studii despre reprezentările alchimice, Editura Trei, traducere de Daniela Ștefănescu, București, 2014
- Opere complete. Vol. 14/1, Mysterium Coniunctionis. Separarea și compunerea contrariilor psihice în alchimie, Editura Trei, traducere de Dana Verescu, București, 2005
- Opere complete. Vol. 14/2, Mysterium Coniunctionis. Cercetări asupra separării și unirii contrastelor sufletești în alchimie, Editura Trei, traducere de Daniela Ștefănescu, București, 2006
- Opere complete. Vol. 14/3, Mysterium Coniunctionis. Cercetări asupra separării și unirii contrastelor sufletești în alchimie. Volum suplimentar. „Aurora consurgens“, Editura Trei, traducere de Dana Verescu, București, 2006
- Opere complete. Vol. 15, Despre fenomenul spiritului în artă și știință, Editura Trei, traducere de Gabriela Danțiș, București, 2007
- Opere complete. Vol. 16, Practica psihoterapiei, Editura Trei, traducere de Daniela Ștefănescu, București, 2003ĺ
- Opere complete. Vol. 17, Dezvoltarea personalității, Editura Trei, traducere de Viorica Nișcov, București, 2006
- Opere complete. Vol. 18/1 și 18/2, Viața simbolică, Editura Trei, traducere de Adela Motoc, București, 2014
- Cartea Roșie, Editura Trei, traducere de Viorica Nișcov și Simona Reghintovschi, București, 2012
- Cărțile Negre 7 vol., Editura Trei, traducere de Laura Karsch, București, 2022